# Holden Belmont

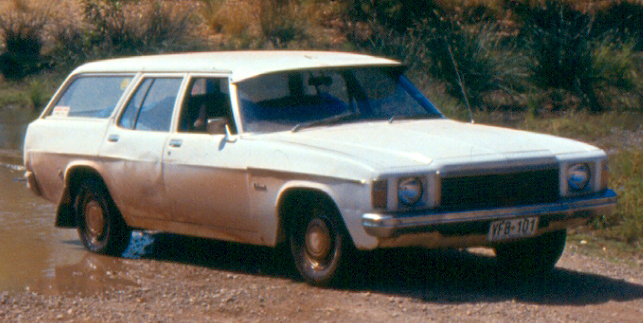
Een oude Holden Belmont in de Australische outback

De Holden Belmont was een model van het Australische automerk en General Motors-dochter Holden, dat van 1968 tot 1980 werd gemaakt. Het was de opvolger van de Holden Standard Sedan en was beschikbaar in maar één uitrustingsniveau.
De auto bestond zowel in berline- (vierdeurs) als in breakversie (Holden Belmont Estate). Er zijn zes generaties van de Belmont verschenen, respectievelijk in 1968, 1969, 1970, 1971, 1974 en 1976. De Belmont is ook als van, als pick-up en als utility vehicle verschenen.
Historische modellen: 
Adventra ·
Apollo ·
Astra ·
Barina ·
Barina Spark ·
Belmont ·
Brougham ·
Business ·
Calibra ·
Camira ·
Caprice/Statesman ·
Captiva 5 ·
Captiva 7 ·
Colorado ·
Combo ·
Commodore ·
Crewman ·
Cruze ·
Drover ·
Epica ·
Frontera ·
Gemini ·
Jackaroo ·
Kingswood ·
Malibu ·
Monaro ·
Nova ·
One Tonner ·
Panel Van ·
Piazza ·
Premier ·
Rodeo ·
Sandman ·
Scurry ·
Shuttle ·
Special ·
Standard ·
Suburban ·
Sunbird ·
Tigra ·
Torana ·
Ute/Utility ·
Utility/Coupe Utility ·
Vectra ·
Viva ·
Volt
Zafira
Hoofdseries: 
FX · 
FJ · 
FE · 
FC · 
FB · 
EK · 
EJ · 
EH · 
HD · 
HR · 
HK · 
HT · 
HG · 
HQ · 
HJ · 
HX · 
HZ · 
VB · 
VC · 
VH · 
VK · 
VL · 
VN · 
VP · 
VR · 
VS · 
VT · 
VX · 
VY · 
VZ · 
VE · 
VF
Nevenseries:
WB · 
VG · 
VQ · 
VU · 
WH · 
WK · 
WL · 
WM · 
WN